# NGC 5520
NGC 5520 (również PGC 50728 lub UGC 9097) – galaktyka spiralna (Sb), znajdująca się w gwiazdozbiorze Wolarza. Odkrył ją William Herschel 15 maja 1787 roku.